# Maria Barbara Frykholm
Maria Barbara Frykholm, född 20 mars 1832 i  Älvsbacka i Värmland, död 1871 i Paris, var en svensk författare, tonsättare, utgivare av folkmusik och översättare.
Frykholm var dotter till Olof Frykholm, disponent på Elgå bruk, och Maria Christina, född Rothstein från Kristinehamn. Dottern bodde en tid i Stockholm och därefter dels i Paris, dels i New York.
Maria Barbara Frykholm avled 1871 i Paris då hon var på väg till USA.

## Musikaliska verk

### Röst och piano
- Sånger ur Tännforsen af Onkel Adam  (Carl Anton Wetterbergh)
  - 1. Strömharpan, preludium (pianosolo)
  - 2. Sjöfruns sång
  - 3. Anna vid forsen
  - 4. Signe från Nordhallen
- Den öfvergifna (1860)
- Friaren (1860)

### Pianoverk
- Salut-marsch för pianoforte

### Arrangemang
- Folkvisor från Wermland för en röst med accompagnement af pianoforte (1854)
  - 1. Den öfvergifne ("En gång, men aldrig mera")
  - 2. Jungfru Considonia ("Och jungfri Considonia i Strängnese stad")
  - 3. Olof Adelin ("Olof Adelin han tjente på konungens gård")
  - 4. Drottningens visa (Ingen dyr och ingen nyckel")
  - 5. Den sorgsna ("I ängslan jag sitter")
  - 6. Afskedet ("Farväl min far!")
  - 7. Jungfrun ("Och jungfrun hon gångar sig")
  - 8. Blomsterskriften ("Jag drömde att jag vari en hage")
  - 9. Påskleken ("Ack, om ni visste")
  - 10. Den väntade ("Rättnu af mina blomstringsår")
  - 11. Gutens frieri ("Och guten sköt ut båten")
  - 12. Orve ("Hvad sjunger du för en visa")
  - 13. Michaelidagen ("Och Michaelidagen som faller in i år")
  - 14. Och alla de bergen
  - 15. Jag går i tusen tankar
  - 16. Och spelegossen och Runsa

- Nya folkvisor från Östergötland (1860)
  - 1. Stjernarps-fiskare ("Det lyser ett bloss")
  - 2. Stjernarps-fiskare ("Det lyser ett bloss")
  - 3. Skiljsmessan ("Ack, om jag kunder glömma bort")
  - 4. Fåglasången ("Så gångar jag åt den grönaste äng")
  - 5. Drömmen ("Mig tycktes i lunden ha varit")
  - 6. Magdalena ("Och Magdalena gick åt källeflod")
  - 7. Saknaden ("Kom fram du ljufva lund")
  - 8. Längtan ("Du som har mig hela hjerta")
  - 9. Sorgens makt ("Det led sig åt ottan")
  - 10. I valet och qvalet ("Kulen höst med regn och töcken")
  - 11. Rivalerna ("Det var ett par jungfrur")
  - 12. Den muntre gossen ("Kersti du kom du så skola vi svänga")